# 農業経済学科
農業経済学科（のうぎょうけいざいがっか）とは、 大学の学科の一つ。主に農業経営学も含めた農業経済学や農食ビジネス学に関する学術を取り扱う学科である。
関連団体に日本農業経済学会がある。 

## 農業経済学科のある日本の大学・学部
- 北海道大学農学部
- 宇都宮大学農学部

## 農業経済学科に類似する学科のある日本の大学・学部
- 東北農林専門職大学農林業経営学部 - 農業経営学科、森林業経営学科
- 京都大学農学部 - 食料・環境経済学科
- 千葉大学園芸学部 - 食料資源経済学科（2007年より。旧：園芸経済学科））
- 東京農業大学国際食料情報学部 - 食料環境経済学科、国際バイオビジネス学科
- 東京農業大学生物産業学部 - 産業経営学科
- 日本大学生物資源科学部 - 食品ビジネス学科（2010年3月以前は「食品経済学科」）
- 明治大学農学部 - 食料環境政策学科
- 新潟薬科大学応用生命科学部 - 生命産業ビジネス学科
- 静岡県立農林環境専門職大学生産環境経営学部 - 生産環境経営学科
- 龍谷大学農学部 - 食料農業システム学科
- 近畿大学農学部 - 農業生産科学科
- 摂南大学農学部 - 食農ビジネス学科

## 農業経済学が学べるコース等をもつ日本の大学・学部
- 酪農学園大学農食環境学群 - 循環農学類農業経済学コース（旧酪農学部農業経済学科
- 帯広畜産大学畜産学部 畜産科学課程 - 農業経済学ユニット
- 弘前大学農学生命科学部 - 国際園芸農学科 食農経済コース
- 岩手大学農学部 - 食料農学科 農学コース 農業経営・経済学分野（旧食料生産環境学科 食産業システム学コース）
- 秋田県立大学生物資源科学部 - アグリビジネス学科
- 山形大学農学部 - 食料生命環境学科 食農環境マネジメント学コース
- 東北大学農学部 - 生物生産科学科 資源環境経済学系
- 宮城大学食産業学群 - フードマネジメント学類フードビジネスコース
- 茨城大学農学部 - 地域総合農学科 地域共生コース
- 筑波大学生命環境学群生物資源学類 - 社会経済学コース
- 東京大学農学部 - 環境資源科学課程 農業・資源経済学専修
- 東京農工大学農学部 - 生物生産学科 農業経営経済分野

- 山梨大学生命環境学部 - 地域社会システム学科
- 新潟大学農学部 - 農業生産科学科 食料・資源経済学コース
- 新潟食料農業大学食料産業学部 - 食料産業学科 ビジネスコース
- 石川県立大学生物資源環境学部 - 生産科学科生物資源管理系生産資源経済学分野
- 静岡大学農学部 - 生物資源科学科 農食コミュニティデザインコース
- 三重大学生物資源学部 - 資源循環学科 国際開発資源学教育コース
- 神戸大学農学部 - 食料環境システム学科 食料環境経済学コース
- 吉備国際大学農学部 - 地域創成農学科（農業技術、農業経済・経営、食品化学・加工の各分野）
- 鳥取大学農学部 - 生物資源環境学科 生命環境農学科 国際乾燥地農学コース
- 島根大学生物資源科学部 - 農林生産学科 農業経済学コース
- 県立広島大学生命環境学部 - 生命科学科 食品資源科学コース 農業経済学分野
- 愛媛大学農学部 - 食料生産学科 食料生産経営学コース
- 九州大学農学部 - 生物資源環境学科 生物資源生産科学コース 農政経済学分野
- 鹿児島大学農学部 - 農業生産科学科 食料農業経済学コース
- 琉球大学農学部 - 亜熱帯地域農学科　農林経済科学分野

（研究室単位）
- 法政大学生命科学部 - 応用植物科学科 食料農業環境政策学研究室
- 日本獣医生命科学大学応用生命科学部 - 食品科学科 食品経済学教室
- 日本獣医生命科学大学応用生命科学部 - 動物科学科 食料自然共生経済学教室
- 麻布大学獣医学部 - 動物応用科学科 動物資源経済学研究室

- 信州大学農学部 - 農学生命科学科 植物資源科学コース農業経済学研究室
- 名古屋大学農学部 - 資源生物科学科 食料経済学研究室
- 名城大学農学部 - 生物資源学科 経済学研究室
- 岐阜大学応用生物科学部 生産環境科学課程 - 応用植物科学コース 農村経営マネジメント学研究室, 食料経済学研究室
- 岐阜大学応用生物科学部 応用生命科学課程 - 食品生命科学コース 食品経済学研究グループ
- 滋賀県立大学環境科学部 - 生物資源管理学科 経済グループ
- 京都府立大学農学食科学部 - 農学生命科学科 植物生産科学コース 農業経営学専攻
- 福知山公立大学地域経営学部 - 地域経営学科 交流観光系 多自然圏活性化研究室
- 岡山大学農学部 - 総合農業科学科 環境生態学コース 資源管理学/食料生産システム管理学
- 広島大学生物生産学部 - 生物生産学科 生物圏環境学コース 食料生産管理学研究室
- 徳島大学生物資源産業学部 - 生物資源産業学科 生物生産システムコース
- 徳島大学総合科学部 - 社会創生学科 公共政策コース
- 徳島大学総合科学教育部 - 地域科学専攻 地域創生分野
- 高知大学農林海洋科学部 - 農林資源環境科学科 暖地農学主専攻領域
- 高知大学人文社会科学部 - 人文社会科学科 社会科学コース 経済政策プログラム
- 香川大学農学部 - 応用生物科学科 生物生産科学コース
- 山口大学農学部 - 生物資源環境科学科 地域環境情報科学講座 地域経営管理学分野
- 福岡女子大学国際文理学部 - 食・健康学科 食料経済学研究室
- 佐賀大学農学部 - 生物環境科学科 地域社会開発学講座 地域ビジネス開発学分野
- 宮崎大学農学部 - 農学科 動植物資源生命科学コース（旧植物生産環境科学科 生産環境領域）農業経営経済学分野
- 南九州大学環境園芸学部 - 環境園芸学科 園芸学分野 園芸生産環境専攻 農産物貿易研究室

※なお、通常の経済学部においても農業経済学を専門とする研究者は多く所属し、それぞれ本務校にて講義・研究指導を担当している。